# Fire (2NE1)
Fire è un singolo del gruppo musicale femminile sudcoreano 2NE1. È il singolo di debutto delle 2NE1, dopo la pubblicazione di Lollipop, collaborazione con i colleghi Big Bang. Il singolo fa parte del primo EP del gruppo: 2NE1.

## Riconoscimenti
- Cyworld Digital Music Award
  - 2009 – Song of the Month (May)
- Golden Disc Award
  - 2009 – Candidatura al Digital Bonsang
- Mnet 20's Choice Award
  - 2009 – Hot Online Song
- Mnet Asian Music Award
  - 2009 – Best Music Video
- MYX Music Award
  - 2010 – Favorite International Video Award

### Premi dei programmi musicali
- Inkigayo
  - 14 giugno 2009
  - 21 giugno 2009

## Video musicale
Entrambe le versioni del video musicale (Street e Space) sono state girate nell'aprile 2009. I video musicali sono stati rilasciati il 6 maggio 2009, entrambi diretti dal registra Seo Hyun-seung. Entrambe le versioni sono state caricate sull'account YouTube ufficiale della loro compagnia, YG Ent il 17 agosto 2009. La versione Space da allora ha accumulato oltre 48 milioni di visualizzazioni. Un video dietro le quinte è stato pubblicato il 10 maggio 2009.